# Lac du Bras Coupé
Lac du Bras Coupé är en sjö i Kanada.   Den ligger i regionen Nord-du-Québec och provinsen Québec, i den östra delen av landet, 500 km norr om huvudstaden Ottawa. Lac du Bras Coupé ligger 341 meter över havet. Arean är 27,7 kvadratkilometer. Den sträcker sig 9,2 kilometer i nord-sydlig riktning, och 12,0 kilometer i öst-västlig riktning.
I omgivningarna runt Lac du Bras Coupé växer i huvudsak barrskog. Trakten runt Lac du Bras Coupé är nära nog obefolkad, med mindre än två invånare per kvadratkilometer.